# Sal Sansonetti
Sal Sansonetti (nascido em 24 de janeiro de 1946) é um ex-ciclista australiano que representou a Austrália nos Jogos Olímpicos de Verão de 1976, competindo na prova de contrarrelógio por equipes.